# Саркісьянц Георгій Георгійович
Георгій Георгійович Саркісьянц (рос. Георгий Георгиевич Саркисьянц; 16 березня 1934, Москва — 5 травня 2011, Москва) — радянський і російський спортивний журналіст і телекоментатор, відомий за телепередачі «Футбольний огляд», телевізійних та радіопрограм коментарям найбільших спортивних подій.

## Біографія
Навчався в МГИМО, після об'єднання Інституту сходознавства і МГИМО в 1954 перейшов в Ленінградський державний університет на відділення журналістики філологічного факультету.
Отримав першу практику в газеті «Батумский рабочий», в штаті газети «Москва — Волга», друкованому органі каналу імені Москви, в журналі «Фізкультура і спорт».
У Держтелерадіо СРСР з 1959. Коментатор, який вів репортажі з боксу, футболу, фігурного катання. У 1960 вперше як коментатор провів в ефірі парад, присвячений Дню фізкультурника. Вів тематичні огляди в програмі «Время», передачу «Голи, очки, секунди», «Футбольний огляд». Брав участь у висвітленні багатьох чемпіонатів Європи, світу та Олімпійських ігор. Коментував події 15 Олімпіад, більше 30 чемпіонатів світу та Європи з футболу, боксу, важкої атлетики і фігурного катання. Став першим спортивним коментатором, який отримав звання заслуженого працівника культури Росії.
Останнім часом працював телевізійним коментатором на каналі «Євроспорт-Росія».
Помер 5 травня 2011 у Москві в Боткінській лікарні після тривалої хвороби.